# Schlotheimia gracilis
Schlotheimia gracilis är en bladmossart som beskrevs av Hornschuch 1840. Schlotheimia gracilis ingår i släktet Schlotheimia och familjen Orthotrichaceae. Inga underarter finns listade i Catalogue of Life.